# Тоттика
Тоттика (около 550—600 гг. н. э.) был королём государства Куча Таримского бассейна во второй половине VI века н. э. Он появляется на фреске пещеры Майя в пещерах Кизил со своей женой Сваямпрабхой в сопровождении двух монахов и других людей. Росписи были привезены в Берлин Третьей Турфанской экспедицией (1905—1907), но потеряны во время Второй мировой войны.
Обычно считается, что фрески пещеры Майя относятся ко 2-й половине VI века, после тюркского завоевания 552 г. и их восстания против Жужаньского каганата.

## Галерея

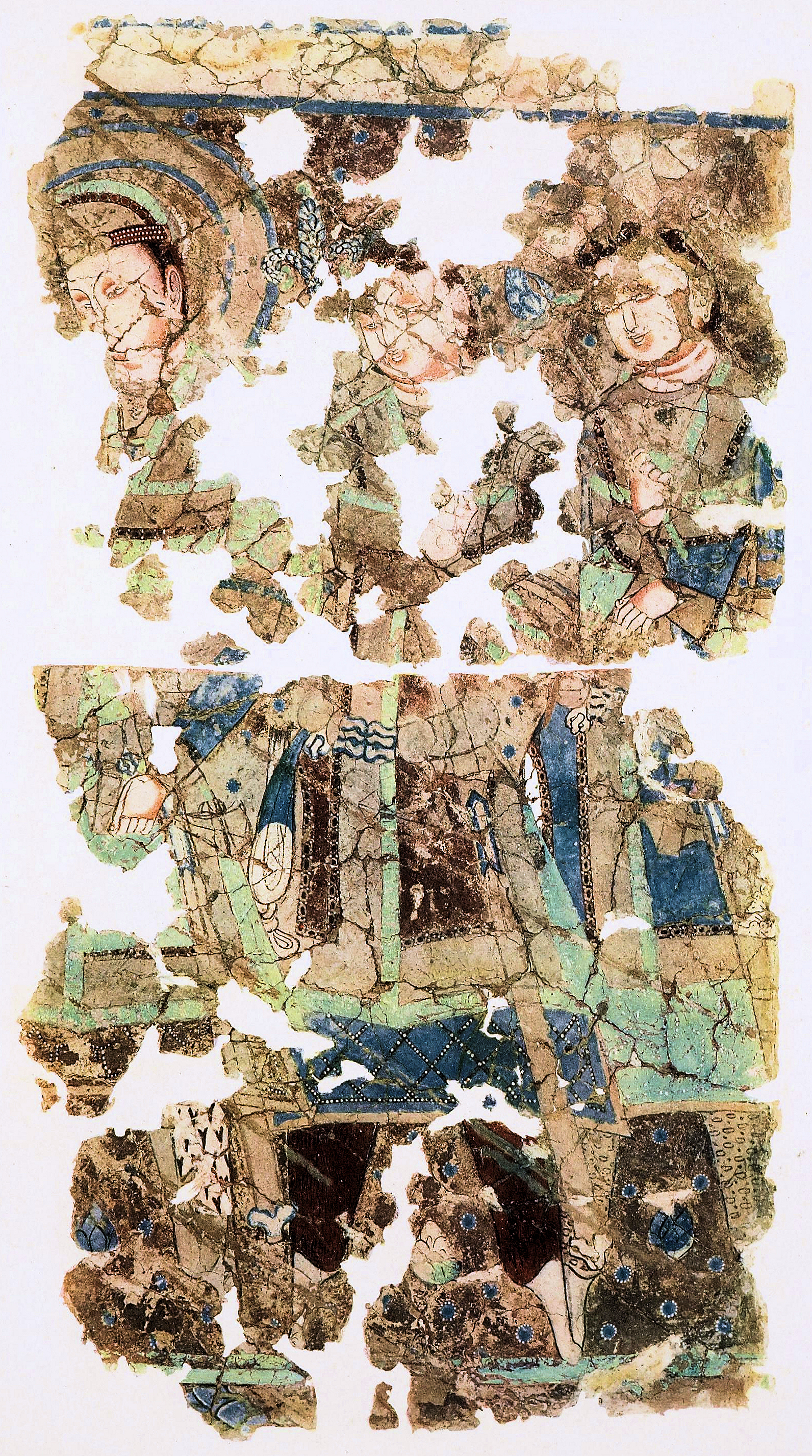
Вооружённые слуги короля Анандавармана, пещера Майя (205)
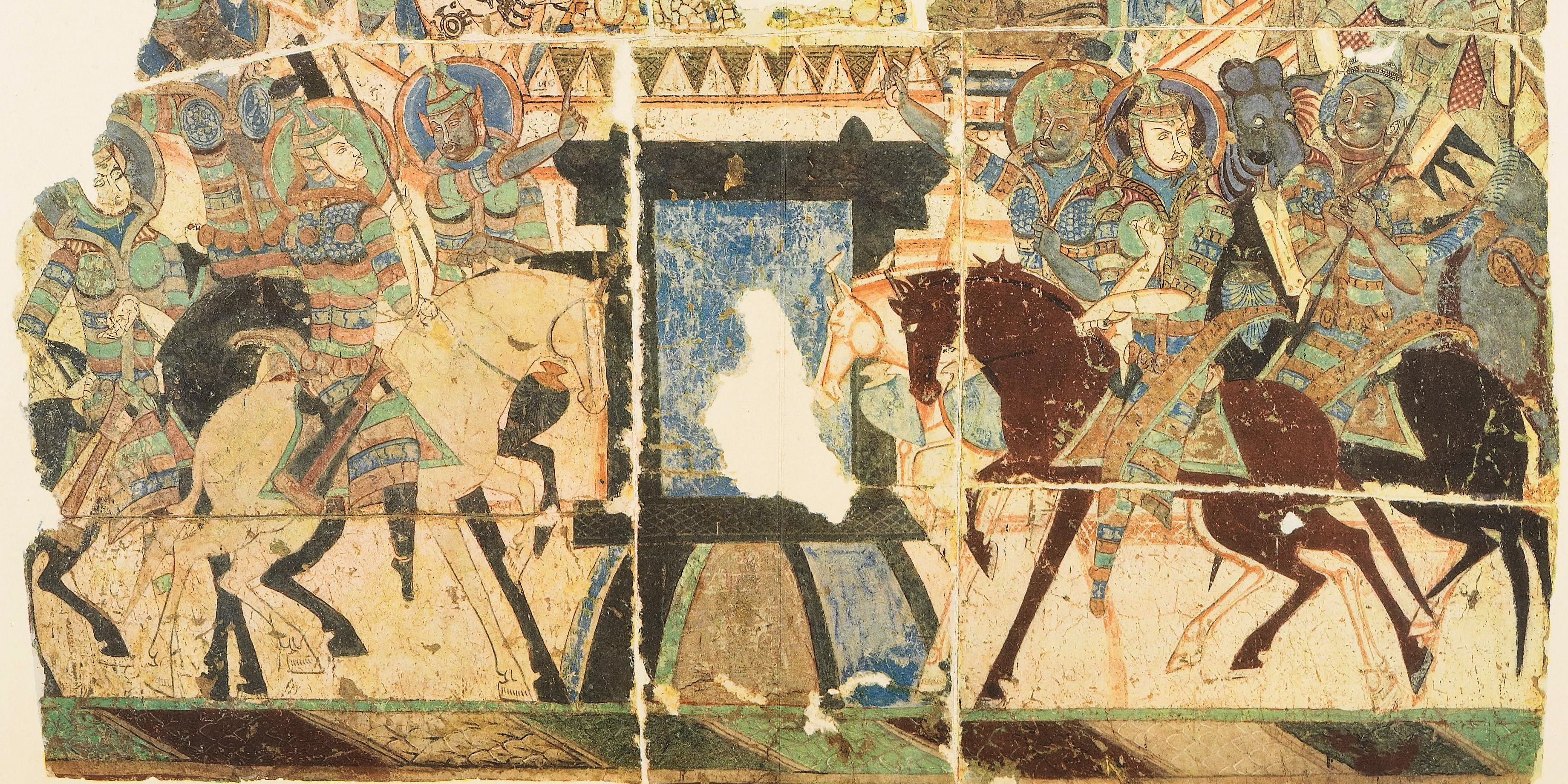
Катафракты, пещера Майя (224). Они следуют событиям 552 г. н. э. и последующей тюркской экспансии. Кизилские пещеры, 2-я половина VI века н. э.
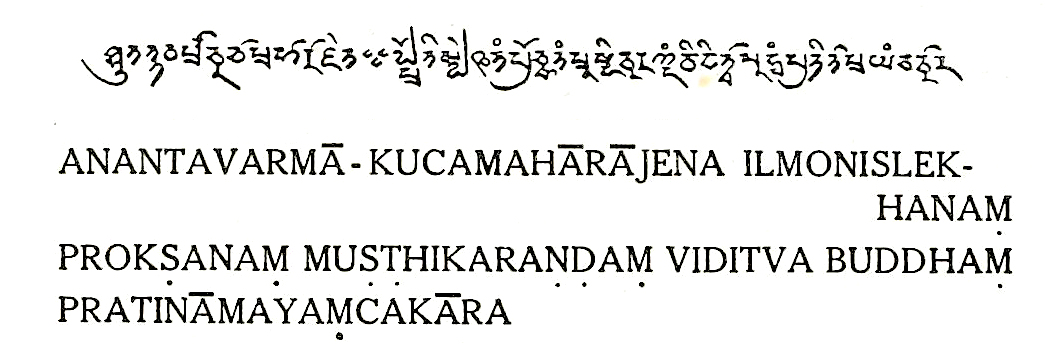
Надпись с упоминанием Анандавармана, найденная рядом с фреской короля Тоттики